# Balthazar (groupe)
Pour les articles homonymes, voir Balthazar.
Balthazar  est un groupe belge de rock alternatif formé en 2004 par des musiciens originaires de la région de Courtrai, en Flandre-Occidentale.

## Historique

### Débuts
Durant leurs années de lycée, le guitariste Maarten Devoldere et la violoniste Patricia Vanneste jouent dans les rues de Courtrai, où ils font la connaissance d'un autre guitariste, Jinte Deprez. Les jeunes musiciens de rue commencent à se produire ensemble et forment le groupe Balthazar en 2004. Ils suivent un cursus de production musicale au conservatoire royal de Gand,. En 2006, ils prennent part au concours de musique Humo's Rock Rally (en) et reçoivent le prix du public,.

### Carrière
Applause, leur premier album, sort en mars 2010 en Belgique et en octobre 2011 dans le reste de l'Europe. Le disque, distribué par le label Pias, est nommé « album de l'année 2010 » aux Music Industry Awards. Balthazar joue dans de grandes salles, dont l'Ancienne Belgique de Bruxelles, le Paradiso d'Amsterdam et La Cigale de Paris, ainsi que dans des festivals comme Rock Werchter et Lowlands.
Le succès de l'album Rats, sorti en octobre 2012, permet à Balthazar d'effectuer une tournée de deux ans. Ils jouent notamment en première partie de la tournée européenne du groupe Editors. Rats est nommé « album de l'année 2012 » aux Music Industry Awards, et certifié « disque d'or » en juin 2013. L'album Thin Walls, dont les chansons ont été composées dans un ancien monastère fréquenté par les deux compositeurs entre les dates de leurs tournées, est enregistré au Royaume-Uni. Balthazar fait appel pour la première fois à un producteur et enregistre avec Ben Hillier. Le disque sort en mars 2015. Une édition spéciale contient une captation en public enregistrée en février 2014 à Bruxelles.
Après une pause de trois ans et plusieurs projets solo pour Devoldere  (Warhaus), Deprez (j.Benardt) et Casier (Zimmerman), leur quatrième album Fever sort le 29 janvier 2019.
Sand, leur cinquième album sort le 26 février 2021, précédé par les singles extraits Halfway, Losers, You Won't Come Around et On A Roll dévoilés durant l'année 2020 et 2021.

## Style musical
Balthazar brasse des influences sonores éclectiques, allant de la pop au rock. L'utilisation de synthétiseurs et d'un violon démarque leurs compositions du rock alternatif classique reposant sur le trio basse/batterie/guitare.

## Composition du groupe
Au total, neuf membres ont contribué à Balthazar.
Le groupe était initialement composé de Maarten Devoldere, Patricia Vanneste et Jinte Deprez.
En 2006, le bassiste Joachim Quartier et le batteur Koen Verfaillie rejoignent la formation. Ils sont remplacés respectivement par Simon Casier et Christophe Claeys début 2007.
Après la tournée 2013 de Rats, Christophe Claeys quitte le groupe en février 2014. Il est remplacé par Michiel Balcaen, batteur du groupe Faces on TV.
En avril 2018, Patricia Vanneste annonce son départ du groupe après 14 années. En novembre de la même année, Tijs Delbeke prend sa place.

### Membres actuels
- Maarten Devoldere (chant, guitare, clavier) ;
- Jinte Deprez (chant, guitare, clavier) ;
- Simon Casier (basse, chant) ;
- Michiel Balcaen (batterie, chant);
- Tijs Delbeke (clavier, guitare, violon, trombone).

### Anciens membres
- Joachim Quartier (basse) ;
- Koen Verfaillie (batterie) ;
- Christophe Claeys (batterie).
- Patricia Vanneste (violon, synthé, chant) ;

## Discographie

### Albums studio
- 2010 : Applause

1. Fifteen Floors
2. Hunger at the Door
3. Morning
4. Wire
5. I'll Stay Here
6. Blues for Rosann
7. Throwing a Ball
8. More Ways
9. The Boatman
10. Intro
11. Blood Like Wine

- 2012 : Rats

1. The Oldest of Sisters
2. Sinking Ship
3. Later
4. Joker's Son
5. The Man Who Owns the Place
6. Lion's Mouth (Daniel)
7. Do Not Claim Them Anymore
8. Listen Up
9. Any Suggestion
10. Sides

- 2015 : Thin Walls

1. Decency
2. Then What
3. Nightclub
4. Bunker
5. Wait Any Longer
6. Dirty Love
7. Last Call
8. I Looked for You
9. So Easy
10. TrueLove

- 2019 : Fever

1. Fever
2. Changes
3. Wrong Faces
4. Whatchu Doin'
5. Phone Number
6. Entertainment
7. I'm Never Gonna Let You Down Again
8. Grapefruit
9. Wrong Vibration
10. Roller Coaster
11. You're So Real

- 2021 : Sand

1. Moment
2. Losers
3. On a Roll
4. I Want You
5. You Won't Come Around
6. Linger On
7. Hourglass
8. Passing Through
9. Leaving Antwerp
10. Halfway
11. Powerless